# زباد نخلی سولاوسی
زباد نخلی سولاوسی (نام علمی: Macrogalidia musschenbroekii) نام یک گونه از تیره زبادان است.